# Pirosszemű lombgébics
A pirosszemű lombgébics (Vireo olivaceus) a madarak osztályának verébalakúak (Passeriformes) rendjébe és a lombgébicsfélék (Vireonidae) családja tartozó faj.

## Rendszerezése
A fajt Carl von Linné svéd természettudós írta le 1766-ban, a Muscicapa nembe Muscicapa olivacea néven.

## Alfajai
- Vireo olivaceus agilis (Lichtenstein, 1823)
- Vireo olivaceus caucae (Chapman, 1912)
- Vireo olivaceus chivi (Vieillot, 1817)[2] vagy Vireo chivi[1]
- Vireo olivaceus diversus Zimmer, 1941
- Vireo olivaceus griseobarbatus (Berlepsch & Taczanowski, 1884)
- Vireo olivaceus olivaceus (Linnaeus, 1766)
- Vireo olivaceus pectoralis Zimmer, 1941
- Vireo olivaceus solimoensis Todd, 1931
- Vireo olivaceus tobagensis Hellmayr, 1935
- Vireo olivaceus vividior Hellmayr & Seilern, 1913[2]

## Előfordulás
Észak-Amerikában fészkel, telelni Közép-Amerikán és a Karib-térségen keresztül Dél-Amerikába vonul. Természetes élőhelyei a tűlevelű erdők, mérsékelt övi erdők, szubtrópusi vagy trópusi síkvidéki esőerdők és lombhullató erdők, valamint ültetvények. Kóborló példányai feltűnnek Európában is.

## Megjelenése
Testhossza 13,8-15,6 centiméter, testtömege 12-25 gramm. Sötét színű fejteteje, fehér szemöldök csíkja és sötétbarna szemcsíkja van. Háta sárgásbarna, hasa piszkosfehér.
|  |

## Életmódja
Fészkelő helyén rovarokkal és bogyókkal táplálkozik. Telelő helyén az Amazonas-medencében gyümölcsöket is eszik.

## Szaporodása
Ágak végére építi logó fészkét. Fészekalja 2-5 tojásból áll, melyen 11-13 napig kotlik. 
|  |

## Természetvédelmi helyzete
Az elterjedési területe rendkívül nagy, egyedszáma pedig növekvő. A Természetvédelmi Világszövetség Vörös listáján nem fenyegetett fajként szerepel.

## További információ
- Képek az interneten a fajról
- Kép a fajról, ahol jól látszik a piros szeme
- Xeno-canto